# 고백하지 않는 이유
《고백하지 않는 이유》는 2020년 11월 26일에 방영한 《KBS 드라마 스페셜 2020》 시리즈 중 다섯 번째 작품이다.

## 등장 인물

### 주요 인물
- 신현수 : 김지후(30세) 역 - 프리랜서 포토그래퍼
- 고민시 : 서윤찬(28세) 역 - 회사원
- 황희 : 정은혁(31세) 역 - 회사원
- 강승현 : 최민(30세) 역 - 잡지사 에디터

### 그 외 인물
- 김요한
- 유수빈
- 민준현
- 오준호
- 구여림
- 이재희
- 신경림

### 특별출연
- 고인범
- 윤복인